# NGC 386
NGC 386 je galaksija u zviježđu Ribe.

## Vanjske poveznice
- SEDS: NGC 386